# Efraín de León León
Efraín de León León (Valle Hermoso, Tamaulipas; 8 de diciembre de 1963). Es un político mexicano, miembro del Partido Revolucionario Institucional. Fue director de COPLADEM, representante de SEDESOL, jefe de la Oficina Fiscal, delegado de ITAVU y diputado local. Fue el 20º presidente municipal de Valle Hermoso, Tamaulipas, cargo que ocupó desde el 1 de enero de 2011 hasta el 30 de septiembre de 2013.

## Primeros años
Efraín de León nació el 8 de diciembre de 1963 en Valle Hermoso, Tamaulipas. Cursó su educación básica en su ciudad natal para después emigrar a la ciudad de Monterrey, Nuevo León para realizar sus estudios superiores en la Universidad Autónoma de Nuevo León, obteniendo una carrera en contaduría pública.

## Trayectoria Política
Ha sido miembro del Partido Revolucionario Institucional desde 1981, y desde entonces ha desempeñado cargos dentro de su partido como Secretario de Operación Política, Secretario de Finanzas y Coordinador de Finanzas de dos campañas a presidente municipal en Valle Hermoso. 
En septiembre de 2007, con motivo de las elecciones locales intermedias, se registró como candidato a diputado local por el IX distrito local de Tamaulipas, siendo formula con el entonces candidato del PRI a la presidencia municipal de Valle Hermoso, Hamid Name Pineda.

El 11 de noviembre del mismo año, resulta elegido diputado local para la LX Legislatura del H. Congreso del Estado de Tamaulipas por el XIII distrito electoral de Tamaulipas, representando a los municipios de Valle Hermoso, Méndez y Burgos. (actualmente IX distrito).

## Candidato a Presidente Municipal
En marzo de 2010, Efraín pide licencia al Congreso del Estado de Tamaulipas con fin de poder postularse como precandidato del PRI a la presidencia municipal de Valle Hermoso. Una vez concedida la licencia para separarse de su cargo durante el periodo electoral y después de concluida la precampaña al interior de su partido, el 21 de marzo de 2010, es electo por unanimidad como candidato del PRI a la alcaldía de Valle Hermoso.
La noche del 4 de julio de 2010 resultó candidato ganador y dos días después, el 6 de julio, se le fue entregada la constancia de mayoría de votos como Presidente Municipal electo por parte del Instituto Estatal Electoral de Tamaulipas. Fue hasta el 30 de diciembre de 2010 cuando tomó protesta como Presidente Municipal de Valle Hermoso, para el periodo del 1 de enero de 2011 hasta el 30 de septiembre de 2013.

## Secretario General de la CNOP Tamaulipas
El 21 de agosto de 2014 se registró como aspirante a dirigir el comité directivo estatal de la Confederación Nacional de Organizaciones Populares Tamaulipas, siendo este el único registrado, en la tarde del mismo día se le fue entregada la constancia de mayoría que lo acreditaba como Secretario General de la CNOP Tamaulipas. El 30 de agosto del mismo año tomó protesta como Secretario General de la CNOP Tamaulipas por parte de la dirigente nacional del mismo organismo, la senadora Cristina Díaz Salazar.